# 워런 스판
워런 에드워드 스판(영어: Warren Edward Spahn, 1921년 4월 23일 ~ 2003년 11월 24일)은 전 메이저 리그의 애틀랜타 브레이브스에서 활약한 전설적인 투수이다. 좌완투수로, 통산 363승을 기록하였다. 1973년에 명예의 전당에 헌액되었다.

## 경력
뉴욕주에 있는 버펄로에서 태어났으며, 1940년에 보스턴 브레이브스(현 애틀랜타 브레이브스)와 아마추어FA로 계약을 맺는다. 1942년에는 4월 19일에 홈인 브레이브스 필드에서 있었던 뉴욕 자이언츠와의 경기에서 중간에 계투로 나와서 0.2이닝을 막는다. 하지만, 다음 해인 1943년부터 1945년까지 3년간은 병역의 의무를 다하기 위해서 육군에 입대하며 야구와는 잠시 떨어진다. 이 때 유럽 전선에서 부상 당한 것을 전공으로 인정받아 퍼플 하트 훈장과 동성 무공 훈장을 받는다.

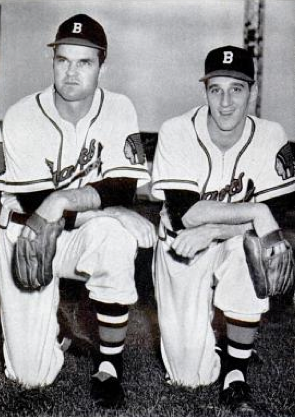
스판(오른쪽)과 자니 세인(왼쪽)

야구계로 복귀한 후에는 현역시절의 대부분을 브레이브스에서 보냈으며, 팀의 연고지가 보스턴에서 밀워키로 이전하는 경험도 한다. 월드 시리즈는 1948년, 1957년, 1958년에 출장하였으며, 1946년부터 1948년에 걸쳐서는 20승 투수 중의 한 명인 자니 세인과 함께 1947년에 보스턴의 지역신문에 「Spahn and Sain and pray for rain.」(스판과 세인이 등판한 후에는 비가 오기를.)라는 표제가 실릴정도로 괴물같은 원투펀치를 형성하여 활약한다. 특히, 1948년에는 팀을 34년만에 리그 우승으로 이끈다. 1953년에는 투수로서 처음으로 연봉 10만 달러를 손에 넣는데, 이는 스판이 관객동원에 대해서 인센티브 계약을 구단과 맺고 있던 중에 팀이 밀워키로 이전하면서 비약적으로 관객동원이 증가했기 때문이다.
1965년에는 뉴욕 메츠와 샌프란시스코 자이언츠에 소속되어 경기에 나서고, 시즌이 끝난 후에는 메이저 리그에서 은퇴를 하지만, 그 후 수년간은 멕시칸 리그에서 던진다. 현역으로 활동했던 21년간 그는 엄청난 기록을 남겼다. 20승 이상을 달성한 것은 13회 이상이며(선발 20승 이상 - 1947년 21, 1949년 21, 1950년 21, 1951년 22(3년 연속), 1953년 23, 1954년 20(2년 연속), 1956년 20, 1957년 20, 1958년 22, 1959년 21(4년 연속), 1961년 20, 1963년 23) 그 중 42살에 23승을 달성하는 등, 긴시간 동안 활약했다. 특히, 그가 달성한 통산 363승은 좌완투수로서는 역대 1위의 기록이며, 전체를 봐도 사이 영의 511승, 월터 존슨의 417승, 그로버 클리블랜드 알렉산더의 373승, 크리스티 매튜슨의 373승, 폴 거빈의 364승에 이은 역대 6위라는 기록이며 통산 358선발승은 현대 야구가 시작된 1900년 이후 데뷔한 투수 중 좌완투수 역대 최다 선발승이자 전체 선발승 3위(1위- 월터 존슨 376 2위 - 그로버 클리블랜드 알렉산더 360) 기록이다.
1974년에는 명예의 전당에 헌액된다. 그는 현역시절, 세인트루이스 카디널스의 레전드인 스탠 뮤지얼이 "절대로 스판이 전당에 들어가는 일은 없을 것이다. 왜냐하면, 그는 영원히 던질 것이기 때문이다."라는 발언을 했는데, 이 말을 뒷받침하는 듯한 긴 현역생활 끝의 전당 헌액이었다. 또, 브레이브스는 은퇴한 1965년에 스판의 등번호인 『21』을 브레이브스의 첫 영구 결번으로 지정했는데 본인(스판)의 등번호 21번은 미국 뿐 아니라  일본  한국 에서 투수들이 많이 착용한다. 

현역을 은퇴한 후인 1975년에는 일본의 야구 팀인 히로시마 도요 카프의 스프링 캠프에서 임시 투수코치를 맡기도 했다. 1999년에는 스포팅 뉴스의 기획인 ‘위대한 야구선수 100인’에서 21위에 뽑혔으며, 20세기 최고의 선수를 선발한 팀에 뽑히기도 했다. 또, 시즌에서 가장 좋은 활약을 한 좌완투수에게 주어지는 상인 워런 스판 상이 창설되었다. 랜디 존슨, 클레이튼 커쇼가 이 상을 수상한 대표적인 좌완투수들이다.
2003년 11월 24일에 여생을 보내고 있었던 오클라호마주에 있는 자택에서 노쇠화하여 생을 마감했다.

## 수상 경력
- 사이 영 상 1회 : 1957년
- 방어율 1위 3회 : 1947년, 1953년, 1961년
- 다승 1위 8회 : 1949년, 1950년, 1953년, 1957년 ~ 1961년
- 탈삼진 1위 4회 : 1949년 ~ 1952년
- 메이저 리그 올스타전 선출 14회 : 1947년, 1949년 ~ 1954년, 1956년 ~ 1959년, 1961년, 1962년
- 노 히트 노런 2회
- 통산 363승 (역대 6위, 좌완투수 1위)
- 투수 통산 35홈런 (역대 3위)
- 명예의 전당 입성 : 1973년

## 연도별 투구 성적
| 연 도      | 소 속      | 등 판 | 선 발 | 완 투 | 완 봉 | 무 4 구 | 승 리 | 패 전 | 세 이 브 | 홀 드 | 승 률 | 타 자 | 이 닝  | 피 안 타 | 피 홈 런 | 볼 넷 | 고 4 | 몸 맞 | 탈 삼 진 | 폭 투 | 보 크 | 실 점 | 자 책 점 | 평 자 책 | W H I P |
| ---------- | ---------- | ----- | ----- | ----- | ----- | ------- | ----- | ----- | -------- | ----- | ----- | ----- | ------ | -------- | -------- | ----- | ---- | ----- | -------- | ----- | ----- | ----- | -------- | -------- | ------- |
| 1942년     | BSN MLN    | 4     | 2     | 1     | 0     | --      | 0     | 0     | 0        | --    | ----  | 79    | 15.2   | 25       | 0        | 11    | --   | 0     | 7        | 0     | 0     | 15    | 10       | 5.74     | 2.30    |
| 1946년     | BSN MLN    | 24    | 16    | 8     | 0     | --      | 8     | 5     | 1        | --    | .615  | 514   | 125.2  | 107      | 6        | 36    | --   | 1     | 67       | 4     | 0     | 46    | 41       | 2.94     | 1.14    |
| 1947년     | BSN MLN    | 40    | 35    | 22    | 7     | --      | 21    | 10    | 3        | --    | .677  | 1174  | 289.2  | 245      | 15       | 84    | --   | 1     | 123      | 5     | 0     | 87    | 75       | 2.33     | 1.14    |
| 1948년     | BSN MLN    | 36    | 35    | 16    | 3     | --      | 15    | 12    | 1        | --    | .556  | 1064  | 257.0  | 237      | 19       | 77    | --   | 1     | 114      | 4     | 0     | 115   | 106      | 3.71     | 1.22    |
| 1949년     | BSN MLN    | 38    | 38    | 25    | 4     | --      | 21    | 14    | 0        | --    | .600  | 1258  | 302.1  | 283      | 27       | 86    | --   | 3     | 151      | 4     | 0     | 125   | 103      | 3.07     | 1.22    |
| 1950년     | BSN MLN    | 41    | 39    | 25    | 1     | --      | 21    | 17    | 1        | --    | .553  | 1217  | 293.0  | 248      | 22       | 111   | --   | 1     | 191      | 8     | 0     | 123   | 103      | 3.16     | 1.23    |
| 1951년     | BSN MLN    | 39    | 36    | 26    | 7     | --      | 22    | 14    | 0        | --    | .611  | 1289  | 310.2  | 278      | 20       | 109   | --   | 1     | 164      | 7     | 1     | 111   | 103      | 2.98     | 1.25    |
| 1952년     | BSN MLN    | 40    | 35    | 19    | 5     | --      | 14    | 19    | 3        | --    | .424  | 1190  | 290.0  | 263      | 19       | 73    | --   | 6     | 183      | 5     | 0     | 109   | 96       | 2.98     | 1.16    |
| 1953년     | BSN MLN    | 35    | 32    | 24    | 5     | --      | 23    | 7     | 3        | --    | .767  | 1055  | 265.2  | 211      | 14       | 70    | --   | 1     | 148      | 3     | 2     | 75    | 62       | 2.10     | 1.06    |
| 1954년     | BSN MLN    | 39    | 34    | 23    | 1     | 4       | 21    | 12    | 3        | --    | .636  | 1175  | 283.1  | 262      | 24       | 86    | --   | 1     | 136      | 3     | 1     | 107   | 99       | 3.14     | 1.23    |
| 1955년     | BSN MLN    | 39    | 32    | 16    | 1     | 2       | 17    | 14    | 1        | --    | .548  | 1025  | 245.2  | 249      | 25       | 65    | 4    | 2     | 110      | 4     | 0     | 99    | 89       | 3.26     | 1.28    |
| 1956년     | BSN MLN    | 39    | 35    | 20    | 3     | 4       | 20    | 11    | 3        | --    | .645  | 1113  | 281.1  | 249      | 25       | 52    | 12   | 3     | 128      | 7     | 0     | 92    | 87       | 2.78     | 1.07    |
| 1957년     | BSN MLN    | 39    | 35    | 18    | 4     | 1       | 21    | 11    | 3        | --    | .656  | 1111  | 271.0  | 241      | 23       | 78    | 4    | 2     | 111      | 2     | 0     | 94    | 81       | 2.69     | 1.18    |
| 1958년     | BSN MLN    | 38    | 36    | 23    | 2     | 4       | 22    | 11    | 1        | --    | .667  | 1176  | 290.0  | 257      | 29       | 76    | 7    | 2     | 150      | 2     | 1     | 106   | 99       | 3.07     | 1.15    |
| 1959년     | BSN MLN    | 40    | 36    | 21    | 4     | 5       | 21    | 15    | 0        | --    | .583  | 1203  | 292.0  | 282      | 21       | 70    | 9    | 1     | 143      | 2     | 0     | 106   | 96       | 2.96     | 1.21    |
| 1960년     | BSN MLN    | 40    | 33    | 18    | 4     | 0       | 21    | 10    | 2        | --    | .677  | 1110  | 267.2  | 254      | 24       | 74    | 9    | 4     | 154      | 1     | 0     | 114   | 104      | 3.50     | 1.23    |
| 1961년     | BSN MLN    | 38    | 34    | 21    | 4     | 2       | 21    | 13    | 0        | --    | .618  | 1064  | 262.2  | 236      | 24       | 64    | 1    | 4     | 115      | 4     | 0     | 96    | 88       | 3.02     | 1.14    |
| 1962년     | BSN MLN    | 34    | 34    | 22    | 0     | 3       | 18    | 14    | 0        | --    | .563  | 1088  | 269.1  | 248      | 25       | 55    | 4    | 3     | 118      | 4     | 0     | 97    | 91       | 3.04     | 1.13    |
| 1963년     | BSN MLN    | 33    | 33    | 22    | 7     | 0       | 23    | 7     | 0        | --    | .767  | 1037  | 259.2  | 241      | 23       | 49    | 4    | 0     | 102      | 4     | 0     | 85    | 75       | 2.60     | 1.12    |
| 1964년     | BSN MLN    | 38    | 25    | 4     | 1     | 0       | 6     | 13    | 4        | --    | .316  | 759   | 173.2  | 204      | 23       | 52    | 4    | 2     | 78       | 6     | 0     | 110   | 102      | 5.29     | 1.47    |
| 1965년     | NYM        | 20    | 19    | 5     | 0     | 1       | 4     | 12    | 0        | --    | .250  | 543   | 126.0  | 140      | 18       | 35    | 1    | 2     | 56       | 1     | 0     | 70    | 61       | 4.36     | 1.39    |
| 1965년     | SF         | 16    | 11    | 3     | 0     | 0       | 3     | 4     | 0        | --    | .429  | 303   | 71.2   | 70       | 8        | 21    | 1    | 1     | 34       | 1     | 0     | 34    | 27       | 3.39     | 1.27    |
| '65계      | SF         | 36    | 30    | 8     | 0     | 1       | 7     | 16    | 0        | --    | .304  | 846   | 197.2  | 210      | 26       | 56    | 2    | 3     | 90       | 2     | 0     | 104   | 88       | 4.01     | 1.35    |
| 통산：21년 | 통산：21년 | 750   | 665   | 382   | 63    | 26      | 363   | 245   | 29       | --    | .597  | 21547 | 5243.2 | 4830     | 434      | 1434  | 60   | 42    | 2583     | 81    | 5     | 2016  | 1798     | 3.09     | 1.19    |

- 각년도의 굵은 글씨는 리그 최고.
- BSN(보스턴 브레이브스)은 1953년에 MLN(밀워키 브레이브스)으로 팀명은 변경함.